# Parthenolecanium smreczynskii
Parthenolecanium smreczynskii är en insektsart som först beskrevs av Kawecki 1967.  Parthenolecanium smreczynskii ingår i släktet Parthenolecanium och familjen skålsköldlöss.
Artens utbredningsområde är Polen. Inga underarter finns listade i Catalogue of Life.